# Upside Studios
Upside Studios var en svensk datorspelsutvecklare i Malmö. Vd var Oscar Wemmert.

## Historik
Företaget grundades 2001 som en avknoppning från Framfab. Verksamheten inriktades på barnspel för persondatorer (PC och Mac). Framfab hade 1999 tecknat ett avtal med förläggaren Young Genius om produktion av lek och lär-titlar samt julkalenderspel. En del av Framfabs arbetslag hade kommit från Vioma som producerade Mysteriet på Greveholm-spel. Inom ramen för detta samarbete producerade Framfab Mysteriet på Greveholm 3: Den gamla legenden, Ronny & Julia och Ronny & Julia i rampljuset.
Upside Studios fortsatte med Young Genius efterföljare Pan Vision som förläggare och producerade datorspel för SVT:s julkalendrar. Det sista julkalenderspelet man gjorde var Skägget i brevlådan från 2007, varefter produktionen av SVT-kalenderspel för PC upphörde. Man producerade även andra spel, såsom Häst & Ponny-serien. År 2009 lades studion ner, dess sista spel var Häst & Ponny: Ridlägret.

## Spel
- Kaspar i Nudådalen (2001)
- Bamse i Egypten (2002)[6]
- Gnottarna: Den magiska världen (2003)[7]
- Håkan Bråkan (2003)
- Allrams höjdarspel (2004)
- En decemberdröm (2005)
- Häst & Ponny: Min första ponny (2007)
- Häst & Ponny: Ridskolan (2007). Nominerades till "Årets barnspel" vid Nordic Game Awards 2008.[8]
- En riktig jul (2007)
- Skägget i brevlådan (2008). Nominerades till "Årets barnspel" vid Nordic Game Awards 2009.[9]
- Häst & Ponny: Ridlägret (2009)[6]